# Eduard Oja
Eduard Oja   (Palupõhja, 17 de gener de 1905 - Tartu, 16 d'abril de 1950) va ser un compositor, director d'orquestra, professor de música i crític estonià.

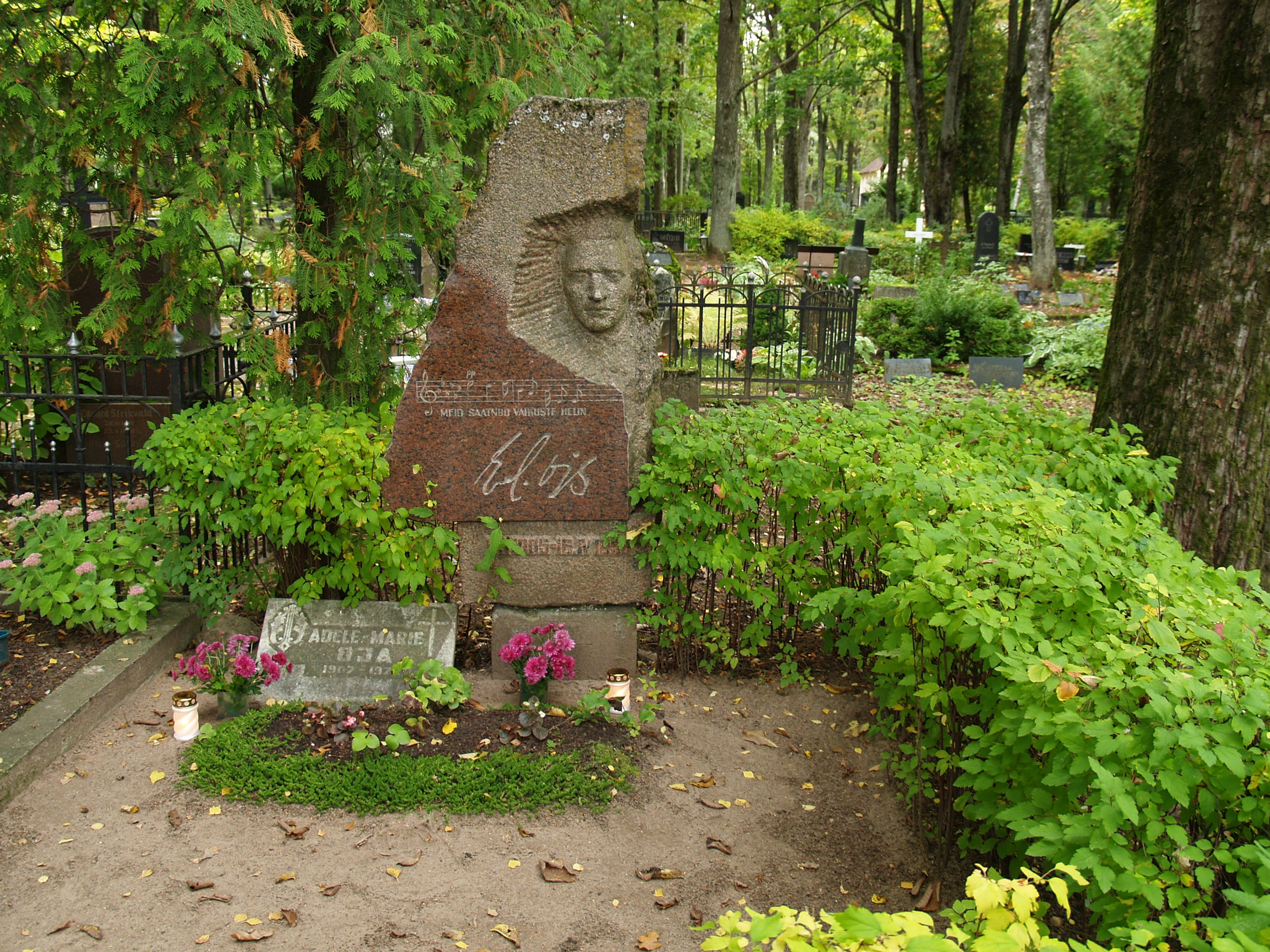
Tomba d'Eduard Oja a Tartu

El seu pare era guarda forestal. Entre 1919 i 1925 va estudiar a l'Escola de professors de Tartu de la Universitat de Tartu, on va conèixer Eduard Tubin, i també va treballar durant un temps com a professor d'escola. No va ser un compositor especialment prolífic, component principalment obres d'orquestra i conjunts i música coral. Tanmateix, va ser molt apreciat durant la seva vida i va rebre premis i elogis per diverses de les seves obres. També va treballar com a director, dirigint el cor de dones de la Societat de Cant Coral de Dones de Tartu entre 1930 i 1934, així com a professor de teoria musical a l'Escola Superior de Música de Tartu. A més, ell mateix era un violinista practicant. Algunes de les seves obres com l'òpera Oblit del jurament (en estonià Lunastatud vanne) i l'obra coral El retorn a casa (en estonià Kojuminek) s'han perdut, tot i que la majoria de la seva obra ha sobreviscut, i avui és valorada als museus d'Estònia. El Museu Eduard Tubin del castell d'Alatskivi conté exposicions relacionades amb ell i els seus companys d'estudis sota Heino Eller, coneguda com l'"escola Tartu", com Eduard Tubin, Alfred Karindi, Olav Roots i Karl Leichter.